# حكومة سعد الله الجابري الثالثة
الحكومة السورية التي تشكلت في 27 أبريل 1946، هي الحكومة الرابعة والثلاثين في تاريخ سوريا الحديث، والتاسعة عشر في عهد الجمهورية السورية الأولى، والسادسة في عهد شكري القوتلي والأولى بعد الاستقلال. قامت الحكومة بمنجزات هامة على الصعيد الإداري أهمها قانون العمل؛ وكانت أول من اقترح فكرة الحياد الإيجابي في الحرب الباردة. غير أن تدهور صحة رئيسها قد دفعها إلى الاستقالة بعد ثمانية أشهر من تشكيلها.

## تشكيلة الحكومة
| الوزير           | الوزارة                                              |
| ---------------- | ---------------------------------------------------- |
| سعد الله الجابري | رئيس الوزراء، وزير الخارجية                          |
| خالد العظم       | وزير العدل، وزير الاقتصاد الوطني                     |
| نبيه العظمة      | وزير الدفاع الوطني (حتى 17 يونيو 1946)               |
| أحمد الشرباتي    | وزير المعارف، وزير الدفاع الوطني (منذ 17 يونيو 1946) |
| ميخائيل إليان    | وزير الأشغال العامة                                  |
| إدمون حمصي       | وزير للمالية                                         |
| عادل أرسلان      | وزير للمعارف (بدءًا من 17 يونيو 1946)                 |
| صبري العسلي      | وزير الداخلية                                        |

| الترتيب | المنصب          | الصورة      | شاغل المنصب      | الحزب | الحزب          | في المنصب من   | في المنصب حتى       | ملاحظات |
| ------- | --------------- | ----------- | ---------------- | ----- | -------------- | -------------- | ------------------- | ------- |
| –       | رئيس الوزراء    |             | سعد الله الجابري |       |                | 30 أيلـول 1945 | 27 كانون الأول 1946 |         |
|         | الخارجية        |             | سعد الله الجابري |       |                |                |                     |         |
|         | الداخلية        |             | صبري العسلي      |       |                |                |                     |         |
|         | العدلية         |             | خالد العظم       |       |                |                |                     |         |
|         | الاقتصاد الوطني |             | خالد العظم       |       |                |                |                     |         |
|         | الدفاع الوطني   |             | نبيه العظمة      |       |                |                |                     |         |
|         | المعارف         |             | أحمد الشراباتي   |       |                |                | 17 حزيران 1946      |         |
|         | المعارف         | عادل أرسلان |                  |       | 17 حزيران 1946 |                |                     |         |
|         | الأشغال العامة  |             | ميخائيل اليان    |       |                |                |                     |         |
|         | المالية         |             | أدمون الحمصي     |       |                |                |                     |         |

## الملاحظات
1. ↑  فراغ الحقل لا يعني بالضرورة أن شاغل المنصب مستقل سياسياً أو غير حزبي، ولكن بسبب عدم توفر المعلومات أو المصادر.